# A Moment in Time
A Moment in Time est le deuxième DVD officiel d'Anathema sorti en 2006. Il fait suite au DVD Were You There? (2004) et à la VHS A Vision of a Dying Embrace (1997, re-sorti en DVD en 2002). Ces trois vidéos ont en commun de proposer des concerts enregistrés en Pologne.

## Contenu du DVD
Concert à Katowice (2006) :
1. Shroud of False
2. Fragile Dreams
3. Balance
4. Closer
5. Lost Control
6. Empty
7. A Natural Disaster
8. Inner Silence
9. One Last Goodbye
10. Judgement
11. Panic
12. Flying
13. Angelica
14. Comfortably Numb (reprise de Pink Floyd)

Concert à Cracovie (2004) :
1. Sleepless
2. A Dying Wish
3. Albatross
4. Fragile Dreams

## Édition spéciale
Une édition spéciale comprend, en plus du DVD, un CD du concert à Katowice.